# Prótesis dental

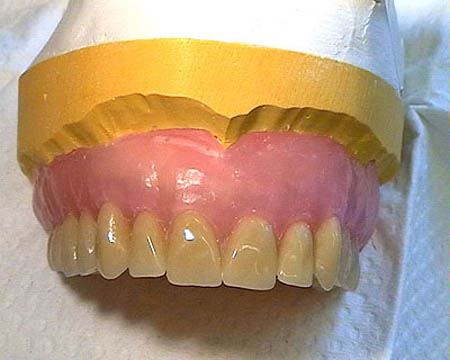
Prótesis completa de resina ("dentadura postiza").

Una prótesis dental es un elemento artificial destinado a restaurar la anatomía y funcionalidad de una o varias piezas dentarias, restaurando también la relación entre los maxilares, a la vez que devuelve la dimensión vertical, y repone los órganos dentarios.
El encargado de fabricar estos aparatos o elementos artificiales, es el protésico dental, quien realiza su trabajo en un laboratorio dental recibiendo las indicaciones del odontólogo, que trabaja en clínica.

## Objetivos de las prótesis

### Funcionalidad
Tal vez sea el objetivo de mayor importancia en una prótesis, puesto que recuperar la funcionalidad de una boca es lo básico para el bienestar del paciente, y es lo primero, aunque no lo único, que ha de lograrse. Las funciones de la boca que ante todo se deben recuperar son: primero una masticación eficaz (eficiente trituración de los alimentos), sin que la prótesis interfiera en la deglución, puesto que ambas funciones influyen directamente en algo tan fundamental como lo es la alimentación, y segundo una fonética adecuada que permita al paciente una correcta comunicación, sin que la prótesis interfiera en ella, sino todo lo contrario, que la posibilite. Además de esto, obviamente debe tenerse en cuenta que las prótesis no deben interferir en la respiración.
Para lograr la funcionalidad de la prótesis, se deben tener en cuenta 4 factores:
Toda prótesis, sea del tipo que sea, debe tener un sistema de retención eficiente, es decir, que la restauración se mantenga sujeta en la boca y no se caiga o salga de su posición, ya que de no ser así la masticación, deglución y fonética, se verán afectadas e incluso imposibilitadas.
Si la prótesis es fija, no existirá ningún tipo de problema con su retención. Si es una prótesis removible metálica, la disposición de los ganchos metálicos, así como la eficacia de los mismos, debe ser la adecuada, puesto que básicamente la retención de la prótesis será producida por los mismos. Si se trata de una prótesis completa de resina, la más problemática al respecto, se deberá tener en cuenta el buen diseño de la base de la dentadura así como su superficie, que deberá ser lo suficientemente amplia para lograr una mayor retención en boca (para mejorar la retención en este tipo de prótesis, existen productos adhesivos como cremas y polvos). Si la prótesis es mixta, el atache deberá funcionar correctamente, pues es este el que facilita la retención.

#### Estabilidad
La estabilidad de una prótesis es fundamental, ya que una prótesis inestable (que "baila" en la boca), entre otras cosas se balanceará al morder por uno u otro lado, por lo que no es una prótesis funcional ya que dificulta la masticación y la fonética, además de ser ya de por sí incómoda en boca. La estabilidad deberá ser observada mientras se buscan el soporte y la retención más adecuadas, para lograr que los tres principios fundamentales estén interrelacionados y conseguidos equilibradamente.
Tanto la unidad de retención, como de soporte o estabilidad contrarrestan el movimiento protésico atento a las diferentes fuerzas que actúan sobre el aparato protésico y, de no estar correctamente diseñado, inevitablemente desplazarían al aparato de su inserción.
Sin embargo, si analizamos la interfase "prótesis" "soporte" y, llamamos a la primera "aparato protésico" y al segundo "terreno protésico" tendríamos pues, unidades funcionales que dependan de uno (en su diseño y constitución) y unidades funcionales que dependen del otro (en cuanto a su preparación previa). Ejemplo de ello es la Torre de Pisa, cuya inclinación se debe tanto a sus componentes estructurales, como al terreno que la soporta (cuando empezaron a construirla el terreno empezó a ceder, por lo que la parte superior tiene una inclinación distinta a la de la parte inferior).
Por lo que, además de los factores expuestos anteriormente, deberíamos agregar un cuarto:

#### Fijación
La Fijación no depende del aparato protésico, sino del terreno de soporte.
De la misma manera que cada aparato protésico tiene sus propias unidades de retención, soporte y estabilidad; cada prótesis tendrá su propia unidad de fijación. En Prótesis Total, la unidad de fijación estará dada por la estabilidad de la mucosa adherida al hueso, vale decir que, un excelente soporte en cuanto a cantidad de superficie y a contorno fisiológico del reborde residual deberá depender de la cantidad de hueso remanente (que es en definitiva quien soportará las fuerzas oclusales) y no de un tejido hiperplásico móvil o pendular.
En prótesis removible o fija estará dada por la relación de inserción periodontal de las piezas pilares con respecto a la corona clínica del mismo.
En prótesis implantó retenida la unidad de fijación está íntimamente ligada a la osteointegración del implante.

### Salud
La sola funcionalidad de la prótesis ya significa calidad de vida y por tanto salud para el paciente, pero además de esto, otro objetivo fundamental es evitar que el resto de las estructuras dentarias del aparato masticador sufran deterioros, puesto que las prótesis reparan incluso la dimensión vertical de la boca, evitando así mal posiciones articulares que tendrían efectos muy dispares. Cuando una boca carece de la totalidad o parcialidad de las piezas dentarias, las diferentes estructuras que componen dicha cavidad oral se van adaptando a la nueva situación, lo que producirá posibles situaciones inadecuadas para la salud de los dientes o para la salud oral en general. Las prótesis dentales deben tener en cuenta las fuerzas oclusales o masticatorias, que son las presiones que se realizan durante la masticación de alimentos, para que esta presión esté repartida y equilibrada, evitando así el sufrimiento mecánico de la boca y futuros problemas desencadenados.

### Estética dental
Tal vez podría decirse que en la sociedad actual, como en tiempos pasados, la estética se busca por necesidad y por ello, ya sea una necesidad impuesta o autoimpuesta, la estética y buena apariencia, se convertirá en otro objetivo más para las prótesis. La belleza es algo cultural, un concepto abstracto y subjetivo, por ello tal vez no siempre el paciente tendrá el mismo criterio de 'prótesis estética' con respecto al de los profesionales sanitarios. Cuando se habla de estética en este campo, puede aparecer el error de relacionar lo mejor y más bello con lo más perfecto, dentaduras blancas, dientes alineados a la perfección y sin ningún tipo de desgaste, etc., no obstante, el objetivo protésico será conseguir una dentadura de aspecto estético, pero no tan perfecto como sí natural, teniendo en cuenta la edad del paciente, sexo del paciente, morfología facial del paciente, tamaño de la cara y la propia dentadura del paciente. Los dientes deberán colocarse del mismo color y forma que las piezas naturales, sobre todo si el paciente conserva parcialmente su dentadura. Estéticamente, una dentadura completa y sana es importante, sin embargo, las prótesis no se limitan a restaurar las dentaduras, sino que también restauran la dimensión vertical de la boca y el aspecto global de la cara.
A la hora de confeccionar una prótesis, deberá tenerse en cuenta la línea media (que permite saber dónde va el primer central), la línea de sonrisa (que permite establecer la longitud de los dientes), y la línea de los caninos (que permitirá determinar la amplitud del grupo anterior).

## Tipos de prótesis

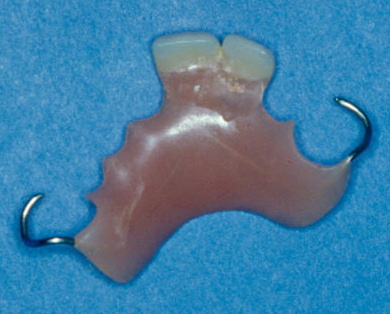
Parcial de resina.

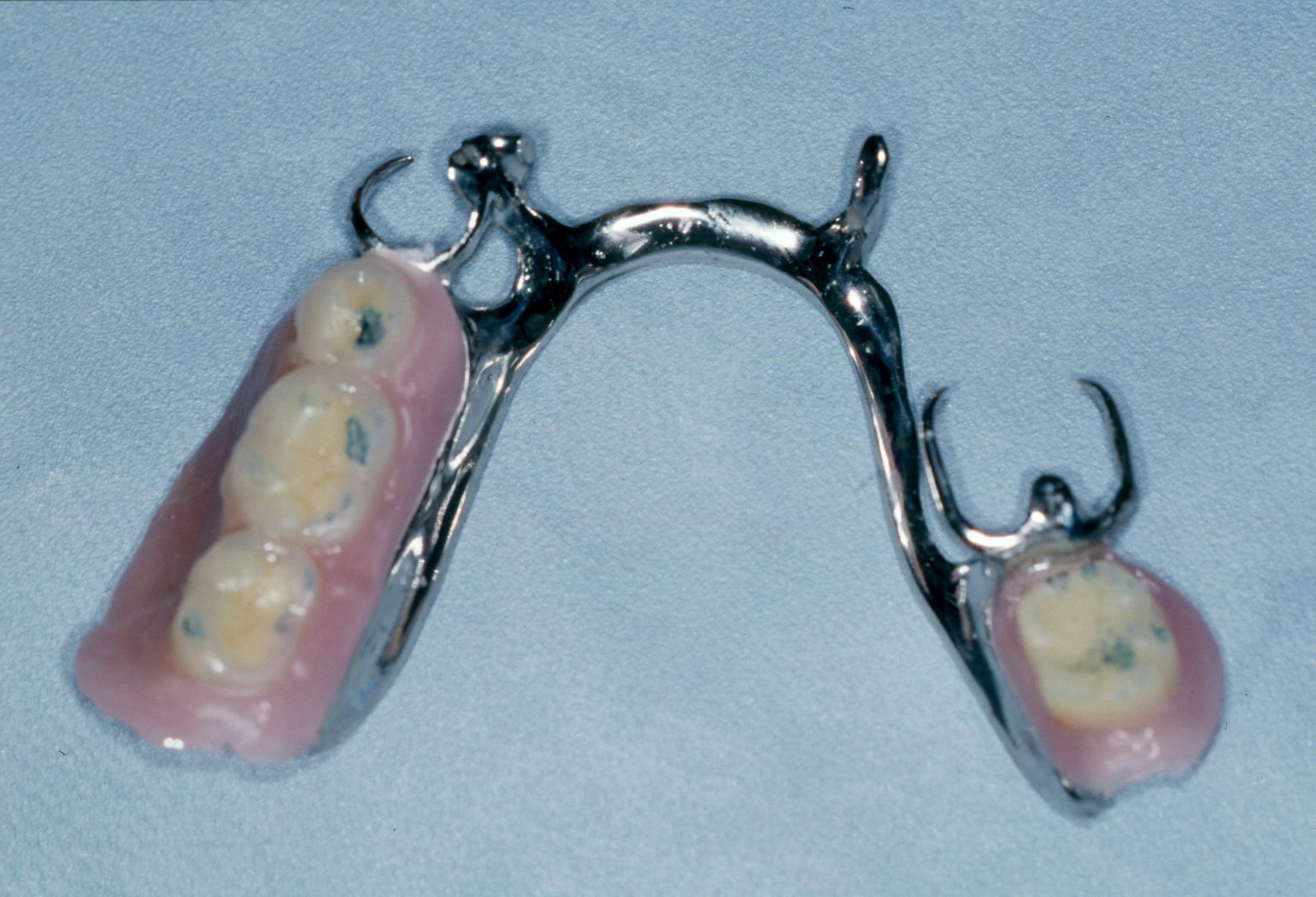
Removible metálica.

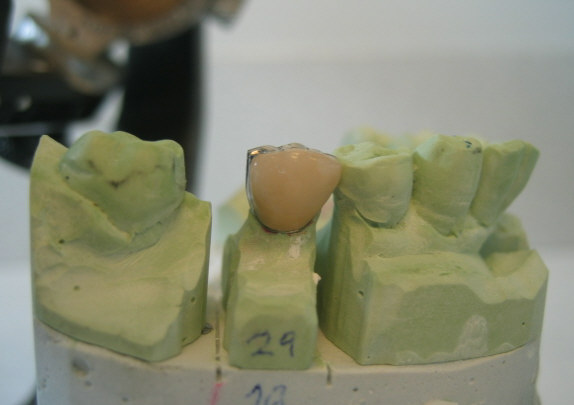
Corona fija.

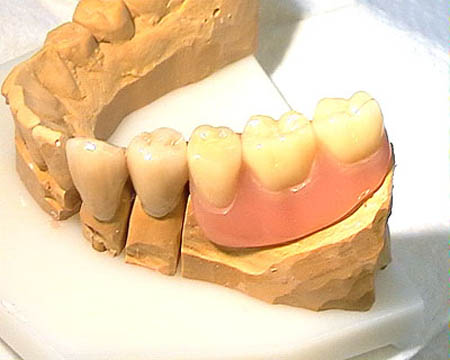
Prótesis mixta.

El término dentadura postiza es tal vez el más conocido, en ocasiones usado para generalizar todo tipo de prótesis, no obstante, la utilización de estas palabras es en realidad un error. Existen diversos tipos de prótesis dentales, y cada una de ellas serán las indicadas según las necesidades del paciente. En ocasiones existen más de una solución protésica para una misma boca, en cuyo caso el odontólogo deberá explicar las ventajas e inconvenientes de unas prótesis sobre otras, para que finalmente sea el paciente quien, aconsejado, elija, tal vez por salud, comodidad, eficacia o incluso por precio, pues estos son algunos de los factores a tener en cuenta. Cuando la propia boca es la que limita el tratamiento prostodóntico, el tipo de prótesis a utilizar será el que indique el odontólogo. Las prótesis podrían clasificarse de diversos modos teniendo en cuenta diferentes características de las mismas (tipo de soporte, materiales de confección, tipo de restauración, etc.), no obstante, según algunos factores, los tipos de prótesis se pueden clasificar de este modo:

### Removibles
Son aquellas que el paciente puede retirar de la boca y volver a colocar por sí mismo:
- Prótesis removible de resina
- Prótesis removible metálica o esquelética
- Ortodoncia removible

### No removibles o fijas
Son aquellas que bien por cementado o atornillado, sólo puede colocar y retirar el odontólogo:
- Prótesis fija

### Completas
Las prótesis dentales completas se usan cuando faltan todos los dientes.

### Parciales
Las prótesis dentales parciales se usan cuando solo faltan uno o varios dientes. 

### Otros
- Prótesis mixta:

Constan de una parte que va fija en la boca y otra que el paciente puede retirar y colocar.
- Prótesis sobre implantes o implantosoportada:

Son aquellas que están soportadas por implantes fijos, que son pequeños tornillos de titanio insertados en el hueso maxilar o mandibular. Esta opción ofrece varias ventajas:
1. Mayor estabilidad y comodidad: Al integrarse con el hueso, proporcionan una base sólida, lo que mejora la función masticatoria y la seguridad en la sonrisa.
2. Preservación ósea: Los implantes ayudan a prevenir la reabsorción ósea, un problema común cuando se pierden dientes y se usan prótesis convencionales.
3. Estética y función mejorada: Permiten restauraciones que imitan de manera precisa la forma, color y función de los dientes naturales.
4. Planificación personalizada: Gracias al uso de tecnologías digitales (como la imagenología 3D y CAD/CAM), se puede diseñar una solución a medida, lo que incrementa la precisión y el éxito del tratamiento.

Es importante resaltar que, aunque ofrecen múltiples beneficios, su colocación requiere de una evaluación clínica y radiográfica detallada, así como de una intervención quirúrgica para la inserción de los implantes, seguida de un período de osteointegración antes de colocar la prótesis definitiva. Esta opción es especialmente recomendada para pacientes que buscan una solución a largo plazo y que cuentan con la densidad ósea adecuada.

## Uso de la prótesis, cuidados e higiene
Cada prótesis presentará unas determinadas indicaciones de las que deberá ser informado el paciente por el odontólogo. Según el tipo de prótesis el paciente deberá concienciarse en mayor o menor medida del mantenimiento de la misma, no obstante, son las prótesis removibles (aquellas que el paciente puede retirar de la boca y colocar nuevamente por sí mismo), las que necesitarán de una especial indicación para el usuario. Algunos consejos generales para este tipo de prótesis bien podrían ser:
- Lavar la prótesis después de cada comida, usando un cepillo de dientes convencional o bien un cepillo especial para prótesis (que se puede adquirir en cualquier farmacia), aplicando jabón o cualquier tipo de líquido lavavajillas (véase fairy, mistol, etc.), después aclarar muy bien con agua. El uso de pasta dentífrica para limpiar este tipo de prótesis está contraindicado ya que provoca la opacidad y deterioro de la capa externa de la prótesis eliminando con el tiempo su brillo original, promoviendo la porosidad del material, que en el futuro facilitará la agregación de bacterias a la misma y consigo la formación de placa bacteriana y sarro. Es importante la higiene de la prótesis así como de la propia boca, principalmente por salud y por tanto por comodidad y bien estar, evitando además el deterioro de la prótesis, así como malos olores o la simple pérdida de las características estéticas de la misma. Por ello el odontólogo suele insistir al paciente en la necesidad de realizar esta operación, si no tras cada comida, al menos una vez al día.

- Retirar la prótesis para dormir, puesto que es recomendable que los tejidos de la boca descansen de la presión a la que se ven sometidas, al menos unas horas diariamente.

- Mientras se mantenga la prótesis fuera de la boca, se aconseja conservarla en agua, bien sola, o bien añadiéndole unas pastillas desinfectantes preparadas para ese menester. De este modo se evitan golpes y deformaciones, al mismo tiempo que se conservan mejor los materiales de los que están hechas las prótesis.

- Cuando se mantenga la prótesis retirada de la boca, tal vez antes de dormir, es aconsejable realizar masajes en las encías, puesto que de este modo se mejorará el riego sanguíneo, lo que hará que la reabsorción de los tejidos sea al menos algo menor.

En coronas y puentes fijos, el cepillado deberá realizarse de igual modo que el de una dentadura natural, existiendo hilos dentales especialmente diseñados para este tipo de prótesis, siendo recomendables también los enjuagues bucales con gluconato de clorhexidina o incluso fluoruro de sodio, previamente recetados por el odontólogo.

## Materiales de fabricación

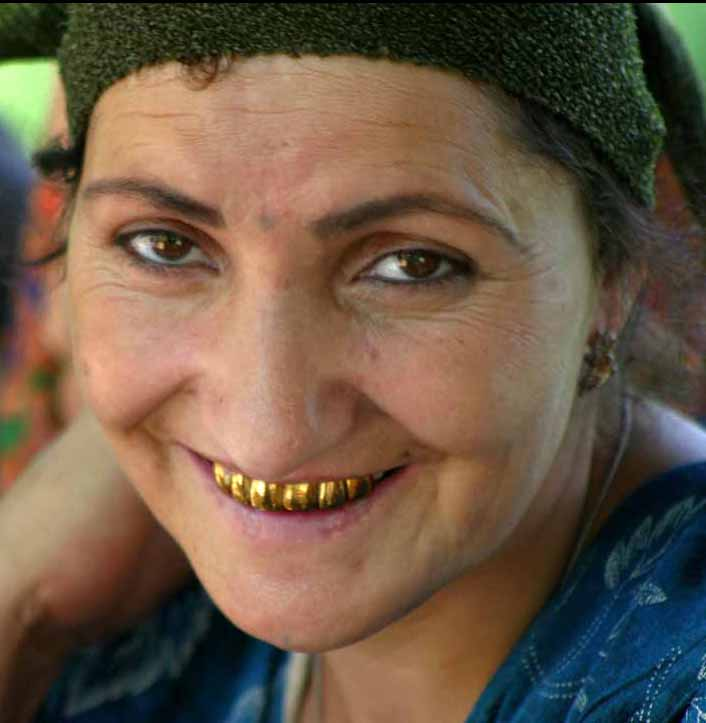
Mujer de Tayikistán con dientes de oro.

A lo largo de la historia, a medida que se han ido adquiriendo mayores conocimientos y se han ido perfeccionado las técnicas, los materiales con los que se fabrican las prótesis dentales han variado. Desde las primitivas reposiciones con marfil e incluso dientes naturales humanos y animales, hasta los materiales más actuales e innovadores. Actualmente los materiales
de fabricación son tres: la resina, el metal y la cerámica.

### Metal
Para la confección de prótesis, se han utilizado elementos de fabricación tan característicos como el oro, metal precioso de uso muy extendido para coronas y puentes, que hoy día se ha visto claramente relegado, aunque siga usándose excepcionalmente, así como por su significado cultural en determinadas etnias y países.
Actualmente, se usan multitud de aleaciones metálicas en distintas concentraciones. Además del oro y sus aleaciones, otra aleación noble podría ser la producida entre Ag-Pd (plata-Paladio). No obstante, las aleaciones más usadas para la confección de prótesis suelen ser Cr-Co (Cromo-Cobalto) y Cr-Ni (Cromo-Níquel), ambas de metales no nobles. El metal en prótesis se trabaja mediante el colado con la técnica de la cera perdida, excepto el metal de las prótesis parciales de resina y de la ortodoncia removible, que son alambres prefabricados, o bien si existe el uso de otras tecnologías como los sistemas CAD/CAM para mecanizado con 3 o 5 ejes.
Atención especial merecen las distintas posibles alergias hacia algunos metales, siendo ejemplo claro la producida por el níquel, sucediendo posiblemente incluso en más del 10% de la población femenina y siendo significativamente inferior en la masculina (que parece ser más sensible al cromo). Cuando esto ocurre, existen algunas alternativas como las aleaciones preciosas, aleaciones paladio-plata, titanio, alúmina, o el circonio. Este último es cada vez más usado, pues el circonio, fabricado con diseño y fresado asistido por ordenador (CAD-CAM) es un material que no tiene reacciones alérgicas, tan duro como las aleaciones metálicas no nobles (aunque más frágil), y mucho más estético y preciso.

### Cerámica
La cerámica, también llamada porcelana, es un material de origen mineral, duro, frágil y rígido, obtenido por la acción del calor en un horno. Existen distintos tipos de cerámicas para la confección de prótesis dentales, pudiendo clasificarse según su temperatura de fusión (de alta fusión y baja fusión), y también por su composición química (porcelana feldespática, porcelana aluminosa y circonio dental). Este material es actualmente muy usado, pues bien manipulada proporciona al diente artificial unas cualidades muy similares a las de los dientes naturales.

### Resina
Actualmente se usan distintos tipos de resina tanto para la confección de prótesis de resina, como para las bases de las prótesis metálicas, para la ortodoncia removible y para los 'provisionales' (puentes de resina que protegen los tallados mientras se realizan las prótesis fijas de porcelana). Es un material fácil de manipular, tal vez el más sencillo de todos, a la vez que resulta ser el más económico. Los dientes acrílicos que se montan en las diferentes restauraciones, también son de resina.

## ¿Cómo se hace una prótesis dental?[3]
La elaboración de una prótesis dental es un proceso que puede requerir de varias semanas, puesto que es necesario una serie de pruebas para garantizar el éxito del tratamiento dental. Estas son manufacturadas en laboratorios dentales; son realizadas imitando el color de encías y dientes adyacentes a reponer. El material más usado es para su fabricación es el acrílico.
Las prótesis superiores cubren el paladar mientras que las inferiores tienen forma de herradura para facilitar el movimiento de la lengua.

### Prótesis dentales fijas
En este caso el odontólogo debe reducir el tamaño del diente o dientes como primer paso. La finalidad es que la corona o puente se ajuste a la perfección. Luego, se toma una impresión dental que es en la que se va a basar el molde de yeso o silicona, que es una reproducción exacta de los tejidos dentales y sus anexos y se usa para elaborar la corona o el puente.  El material que se usa para la fabricación del molde es el polivinilsiloxano o silicona de adición.
También se puede usar la porcelana. Si se usa este material, el prostodoncista, que es la persona especializada en la elaboración de prótesis dentales, selecciona la forma y el color correcto para que la corona coincida con el de tus dientes. También debe facilitar que existan todos los contactos entre la porcelana y los dientes al morder o cerrar la boca para que la funcionalidad de la mordida sea la óptima. De esto depende en gran parte el éxito de la prótesis. ¿La razón? Mediante el buen ajuste de estos contactos, se aminora para el paciente el riesgo de posible lesiones o fracturas de la porcelana. 
Si existe algún fallo se devuelve al laboratorio para que los corrijan. Si el fallo no es importante, a veces se puede corregir en la propia clínica si el dentista cuenta con los materiales y el conocimiento requerido. 
El modelo en yeso o silicona es llevado a un laboratorio dental con las especificaciones realizadas por el dentista para su elaboración y mientras realizan la prótesis fija permanente se procede a colocar una temporal.

## Historia de las prótesis dentales

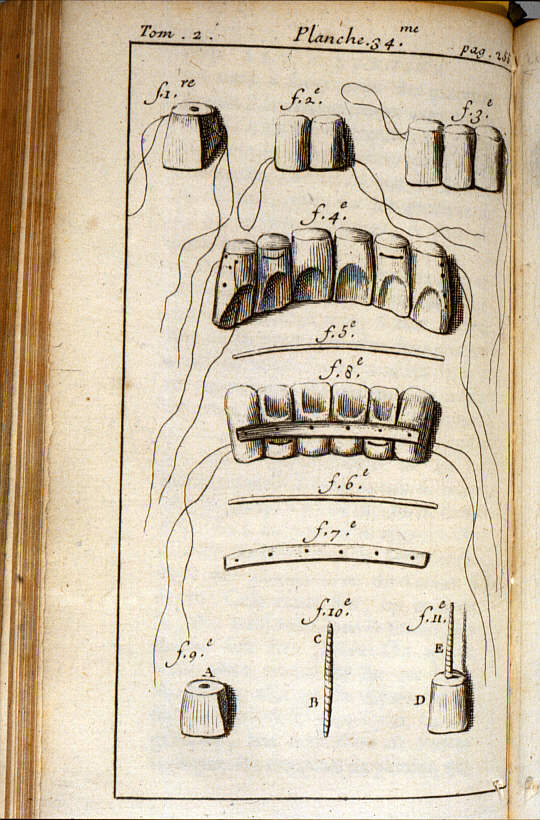
Esquema de restauración dental..

La confección y fabricación de prótesis dentales es una tarea importante desde mucho tiempo atrás (antigüedad).
Se cree que los fenicios ya usaban oro blando, o en rollo, y alambre de oro para su construcción, también soldaduras e impresiones de modelos.
No obstante, en el año 754 a. C., los etruscos, artesanos habilidosos en la época, producían puentes muy complejos en los que se empleaban bandas de oro soldadas entre sí por pónticos hechos de diferentes piezas dentales de humanos o animales.
En el año 600 a. C. se tratan las reliquias de Mayer, se describe una prótesis en la que un par de centrales habían sido reemplazados por un diente de boj.
En el año 300 a. C. se descubre la artesanía romana y se confirma que las coronas ya se usaban siglos antes de Cristo.
En el año 65 a. C. se mencionó el uso de marfil y de madera para hacer dientes artificiales.
Los primeros juegos europeos de dentaduras datan del siglo XV, aunque como ya es mencionado anteriormente, existieron mucho antes de entonces. Los dientes eran tallados de hueso o de marfil, o simplemente se preparaban a partir de dientes recuperados de los cementerios, pues al parecer existían donantes muertos o incluso vivos, que cambiaban sus dientes a cambio de algo que les beneficiara, tal vez dinero. Estas dentaduras eran incómodas, y estéticamente inapropiadas, pues estaban conectadas visiblemente a una base con hilos de metal o seda.